# Жіночий кікбоксинг
Жінки займаються кікбоксингом у Таїланді з 1960-х років. Але існували забобони та упередження, яким жінкам часто не дозволяли брати участь у великих турнірах у Таїланді.
Однією з перших організацій, у якій можуть брати участь жінки, є World's Muay Thai Angels. Перший турнір у ньому виграла Чоммані Сор Таехіран.
Небагато, але відданих прихильників жіночий кікбоксинг має в Австралії. У 1970-х роках оскільки жінкам в Сполучених Штатах не дозволяли брати участь у жіночому боксі, вони почали займатися кікбоксингом. За даними WMC, у Великій Британії кікбоксинг має все більше прихильників.
У травні 2016 року організація кікбоксингу Glory оголосила про створення жіночого підрозділу, заснованого навколо Тіффані ван Соест.
У 2021 році стадіон Lumpinee Boxing Stadium дозволив жінкам змагатися з муай-тай.

## У масовій культурі
У книзі Стіга Ларссона «Дівчина, яка грала з вогнем» (2006) та її екранізації Лісбет Саландер, її подруга та кохана Міріам Ву та їхній друг Паоло є кікбоксерками та кікбоксером. Лісбет взяла свій кікбоксерський псевдонім «Оса» як хакерське псевдо і має татуювання у вигляді оси на шиї.